# Чемпионат Европы по волейболу среди женских молодёжных команд 2020
27-й женский молодёжный чемпионат Европы по волейболу проходил с 22 по 30 августа 2020 года в Зенице (Босния и Герцеговина) и Осиеке (Хорватия) с участием 9 сборных команд, составленных из игроков не старше 19 лет. Чемпионский титул во 2-й раз в своей истории выиграла молодёжная сборная Турции.

## Команды-участницы
Босния и Герцеговина, Хорватия — команды стран-организаторов;
Турция, Сербия,  Словакия, Болгария, Беларусь, Франция, Польша — по результатам рейтинга CEV на июнь 2020.

## Квалификация
Всего для участия в чемпионате Европы квалифицировались 12 команд. Кроме двух сборных, представляющих страны-хозяйки чемпионата (Боснию и Герцеговину и Хорватию), 10 команд должны были преодолеть отбор по итогам квалификации, однако из-за пандемии COVID-19 решающие 2-й и 3-й раунды были отменены. 10 путёвок на чемпионат Европы были распределены по континентальному рейтингу молодёжных сборных. 
|                                        | Количество путёвок | Команды |
| -------------------------------------- | ------------------ | --- |
| Сборные стран-организаторов чемпионата | 2                  | Босния и Герцеговина Хорватия                                                                                           |
| Рейтинг CEV U20                        | 10                 | Россия (1) Италия (2) Турция (3) Сербия (3) Германия (5) Словакия (6) Болгария (7) Беларусь (8) Франция (2) Польша (10) |

- Перед началом чемпионата было объявлено, что Россия, Италия и Германия отказались от участия в связи с ограничениями на поездки, введёнными из-за пандемии COVID-19.

## Система розыгрыша
Соревнования состояли из предварительного этапа и плей-офф. На предварительной стадии 12 команд-участниц были разбиты на 2 группы, в которых играли в один круг. 4 команд (по две лучшие из каждой группы) вышли в плей-офф за 1—4-е места и разыграли медали чемпионата. 
По такой же системе 5—8-е места разыграли команды, занявшие в группах 3—4-е места. 
Первичным критерием при распределении мест в группах являлось общее количество побед. При равенстве этого показателя в расчёт последовательно брались количество очков, соотношение партий, мячей, результаты личных встреч. За победы со счётом 3:0 и 3:1 команды получали по 3 очка, за победы 3:2 — по 2 очка, за поражения 2:3 — по 1 очку, за поражения 0:3 и 1:3 очки не начислялись.
Для жеребьёвки групп предварительного этапа команды были распределены на пары в соответствии с их европейским рейтингом по состоянию на июль 2020 года. Жеребьёвкой, прошедшей 23 июля 2020 в Люксембурге, каждая из команд в паре отправлялась в одну из групп. Команды стран-хозяек чемпионата возглавили свои группы вне зависимости от рейтинга. 
Окончательный состав групп предварительного этапа выглядел следующим образом:
| Группа 1 ( Зеница)                                                    | Группа 2 ( Осиек)                                           |
| --------------------------------------------------------------------- | ----------------------------------------------------------- |
| Босния и Герцеговина (хозяин) Италия* Сербия Словакия Беларусь Польша | Хорватия (хозяин) Россия* Турция Германия* Болгария Франция |

- Команды России, Италии и Германии отказалась от участия в чемпионате.

## Игровые арены
- Зеница.

В многофункциональном Дворце «Арена Зеница» (Аrena Zenica) прошли матчи группы 1 предварительного этапа и поединки плей-офф за 1-4 места. Вместимость 6,2 тысячи зрителей.
- Осиек.

В многофункциональной крытой арене «Градски врт Холл» (Gradski vrt Hall) прошли матчи группы 2 предварительного этапа и поединки плей-офф за 5-8 места. Вместимость 3,5 тысячи зрителей.

## Предварительный этап
|  | Вышедшие в плей-офф за 1-4 места |  | Вышедшие в плей-офф за 5-8 места |

### Группа 1
Зеница
| М | Команда              | 1   | 2   | 3   | 4   | 5   | И | В | П | С/П  | О  |
| - | -------------------- | --- | --- | --- | --- | --- | - | - | - | ---- | -- |
| 1 | Беларусь             |     | 3:2 | 3:2 | 3:1 | 3:0 | 4 | 4 | 0 | 12:5 | 10 |
| 2 | Сербия               | 2:3 |     | 3:0 | 3:1 | 3:0 | 4 | 3 | 1 | 11:4 | 10 |
| 3 | Польша               | 2:3 | 0:3 |     | 3:0 | 3:0 | 4 | 2 | 2 | 8:6  | 7  |
| 4 | Словакия             | 1:3 | 1:3 | 0:3 |     | 3:1 | 4 | 1 | 3 | 5:10 | 3  |
| 5 | Босния и Герцеговина | 0:3 | 0:3 | 0:3 | 1:3 |     | 4 | 0 | 4 | 1:12 | 0  |

22 августа
Сербия — Словакия 3:1 (25:19, 25:20, 22:25, 25:20); Польша — Босния и Герцеговина 3:0 (25:11, 25:12, 25:10).
23 августа
Польша — Словакия 3:0 (27:25, 25:15, 25:18); Беларусь — Сербия 3:2 (16:25, 25:21, 25:21, 20:25, 15:13).
24 августа
Беларусь — Словакия 3:1 (20:25, 26:24, 25:19, 25:21); Сербия — Босния и Герцеговина 3:0 (25:23, 25:11, 25:13).
26 августа
Беларусь — Польша 3:2 (25:23, 25:23, 19:25, 19:25, 15:12); Словакия — Босния и Герцеговина 3:1 (25:19, 22:25, 28:26, 25:16).
27 августа
Сербия — Польша 3:0 (25:22, 25:21, 25:21); Беларусь — Босния и Герцеговина 3:0 (25:16, 25:18, 25:10).

### Группа 2
Осиек
| М | Команда  | 1   | 2   | 3   | 4   | И | В | П | С/П | О |
| - | -------- | --- | --- | --- | --- | - | - | - | --- | - |
| 1 | Франция  |     | 3:1 | 3:0 | 3:2 | 3 | 3 | 0 | 9:3 | 8 |
| 2 | Турция   | 1:3 |     | 3:0 | 3:0 | 3 | 2 | 1 | 7:3 | 6 |
| 3 | Болгария | 0:3 | 0:3 |     | 3:2 | 3 | 1 | 2 | 3:8 | 2 |
| 4 | Хорватия | 2:3 | 0:3 | 2:3 |     | 3 | 0 | 3 | 4:9 | 2 |

22 августа
Франция — Хорватия 3:2 (26:24, 24:26, 25:14, 23:25, 15:7); Турция — Болгария 3:0 (25:22, 25:17, 25:20).
24 августа
Турция — Хорватия 3:0 (25:15, 25:22, 25:19); Франция — Болгария 3:0 (25:17, 25:17, 25:21).
26 августа
Болгария — Хорватия 3:2 (27:25, 24:26, 25:19, 22:25, 18:16); Франция — Турция 3:1 (23:25, 25:22, 25:23, 25:21).

## Плей-офф

### За 5—8-е места
Осиек

#### Полуфинал
29 августа
Польша — Хорватия 3:0 (25:20, 25:19, 25:8).
Болгария — Словакия 3:0 (25:17, 25:23, 25:17).

#### Матч за 7-е место
30 августа
Хорватия — Словакия 3:1 (25:17, 21:25, 25:10, 25:20).

#### Матч за 5-е место
30 августа
Польша — Болгария 3:0 (25:19, 25:23, 25:17).

### За 1—4-е места
Зеница

#### Полуфинал
29 августа
Турция — Беларусь 3:1 (21:25, 25:17, 25:22, 26:24).
Сербия — Франция 3:1 (23:25, 25:15, 25:20, 25:14).

#### Матч за 3-е место
30 августа
Беларусь — Франция 3:1 (25:18, 25:21, 23:25, 27:25).

#### Финал
30 августа
Турция — Сербия 3:2 (25:17, 16:25, 23:25, 25:16, 15:8). Отчёт

## Итоги

### Положение команд
| Место | Команда              |
| ----- | -------------------- |
| 1     | Турция               |
| 2     | Сербия               |
| 3     | Беларусь             |
| 4     | Франция              |
| 5     | Польша               |
| 6     | Болгария             |
| 7     | Хорватия             |
| 8     | Словакия             |
| 9     | Босния и Герцеговина |

Сборные Турции и Сербии квалифицировались на чемпионат мира среди молодёжных команд 2021.

### Призёры
Турция: Суде Хаджимустафаоглу, Чагла Салих, Элиф Су Эричек, Лила Шенгюн, Ханифе Нур Озайдынлы, Илайда Учак, Суде Наз Узун, Ипар Озай Курт, Алейна Гёчмен, Берен Йешилырмак, Гюльдже Гюджтекин, Мелиса Эге Бюкмен. Главный тренер — Шахин Чатма.
  Сербия: Андреа Тишма, Бояна Гочанин, Валерия Савичевич, Александра Узелац, Тара Таубнер, Тияна Врцель, Йована Цветкович, Хена Куртагич, Ваня Савич, Исидора Кочкаревич, Миня Осмаич, Бранка Тица. Главный тренер — Милан Гршич. 
  Беларусь: Анастасия Шагун, Диана Васковская, Ксения Лебёдкина, Виктория Костючик, Анна Карабинович, Дарья Савчук, Елизавета Багаева, Дарья Борис, Елизавета Алисейко, Дарья Вакулко, Дарья Бурак, Эмилия Миканович. Главный тренер — Ольга Пальчевская.

### Индивидуальные призы
| - MVP Ипар Озай Курт - Лучшая связующая Лила Шенгюн - Лучшие центральные блокирующие Дарья Савчук Хена Куртагич | - Лучшая диагональная Ваня Савич - Лучшие доигровщицы Гуэв Диуф Ксения Лебёдкина - Лучшая либеро Гюльдже Гючтекин |